# Cake Boss
Cake Boss é um reality show americano, que originalmente foi ao ar na rede de televisão a cabo TLC. A série estreou em 19 de abril de 2009 e gerou quatro spin-offs: Next Great Baker, Kitchen Boss, Bake You Rich e Bakery Boss.
Em 26 de janeiro de 2015, Cake Boss foi renovado por mais duas temporadas.
Novos episódios retornaram em 18 de maio de 2019, com o programa mudando para a rede irmã do TLC, Discovery Family até 11 de abril de 2020.

## Elenco

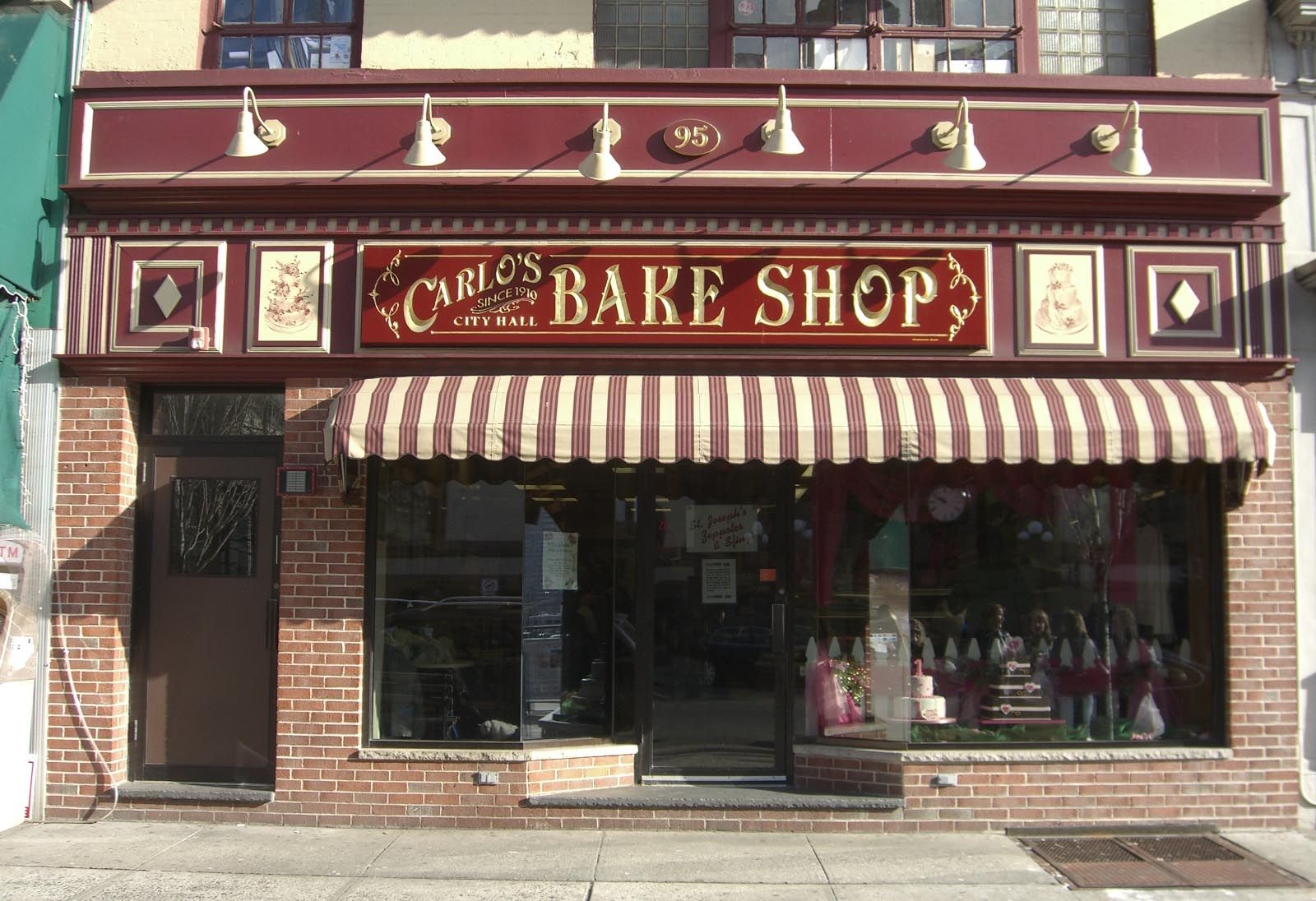
Carlo's Bake Shop em Hoboken, Nova Jérsia, onde a série é filmada.

- Bartolo "Buddy" Valastro Jr. (nascido em 3 de março de 1977)[9][10] – A estrela do programa, que trabalha na confeitaria desde os dezessete anos, em 1994.[11] Ele é o único filho de Bartolo "Buddy" Sr. e Mary Valastro. Ele cresceu em Little Ferry, Nova Jérsia.[12] Ele é casado com Elisabetta "Lisa" Valastro (nascida Belgiovine) com quem tem quatro filhos: Sofia, Bartolo "Buddy" III, Marco e Carlo. Em 2012, como resultado da atenção que a série trouxe para Hoboken, New Jérsia, o Hudson Reporter o nomeou como uma menção honrosa em sua lista das 50 pessoas mais influentes do Condado de Hudson.[13]
- Mauro Castano (nascido em 18 de agosto de 1963)[14] – chefe de pastelaria e braço direito de Buddy. Ele é casado com a segunda irmã mais velha de Buddy, Maddalena. Ele nasceu em Milão e deixou a Itália quando tinha doze anos. Ele chegou aos EUA em 15 de fevereiro de 1976. Seu pai é de Bernalda, Basilicata e sua mãe de perto do Régio da Emília, Emília-Romanha.[15] Em 16 de setembro de 1989, ele teve seu primeiro encontro com Maddalena (seu pai orquestrou tudo), e em outubro de 1991 eles se casaram.
- Joseph "Joey" Faugno (nascido em 10 de outubro de 1967)[16] – O padeiro-chefe da loja. Ele é casado com a irmã mais velha de Buddy, Grace. Eles têm dois filhos: Robert e Bartolina.[17]
- Frank "Frankie" Amato Jr. (nascido em 29 de agosto de 1978)[18] – decorador de bolos. Ele é primo de segundo grau de Buddy e padrinho de seu filho Marco, com dois filhos.[19]
- Danny Dragone – um funcionário polivalente que trabalha na padaria desde antes de Buddy nascer. Ele é um grande amigo da família e sua filha, Tatiana, trabalha na padaria. Ele é apelidado de "a mula" por sua versatilidade.[20]
- Grace Faugno (née Valastro) – (nascida em 30 de junho de 1966)[21] A irmã mais velha de Buddy. Ela trabalha no balcão da frente e em temporada posterior na decoração e entrega de encomendas especiais. Ela é casada com Joey Faugno, o padeiro-chefe da loja. Eles têm dois filhos: Robert e Bartolina.
- Maddalena Castano (née Valastro) (nascida em 15 de agosto de 1967)[21] – gerencia o balcão da frente.[22] Ela é casada com Mauro. Eles têm três filhos: Dominique, Bartolo "Buddy" e Mary.[23]
- Mary Sciarrone (née Valastro)[24] (nascida em 30 de setembro de 1969)[21] – Consultora de Bolos e terceira irmã mais velha de Buddy. Ela é casada e tem dois filhos: Joseph e Lucia.[25] No episódio da quinta temporada, "Trash, Twirls & Tough Love", ela foi demitida por causa de vários incidentes envolvendo suas declarações inadequadas.[26] Mary foi recontratada como consultora de bolos algumas semanas depois de ser demitida. Ela voltou para trabalho em tempo integral na padaria no episódio "Silly Seuss & Surprise!".[27]
- Lisa Valastro (nascida em 31 de dezembro de 1974) - a irmã mais nova de Buddy. Gerencia a vitrine e, às vezes, lida com o faturamento. Ela tem três filhos Teresa "Tessy" Colegrove, John Colegrove e Isabella Valastro.
- Elisabetta "Lisa" Valastro (née Belgiovine) (nascida em 9 de março de 1979)[21] – esposa de Buddy. Eles têm quatro filhos, Sofia Valastro, Carlo Valastro, Marco Valastro e Buddy Valastro, Jr.[28] Seus pais, Gloria Tammacco e Mauro Belgiovine, que são vistos no show, são de Molfetta, Apúlia.
- Maurizio Belgiovine – entregador e construtor de estruturas. Ele é cunhado de Buddy e se formou na Rutgers Business School.[24]

## Recepção

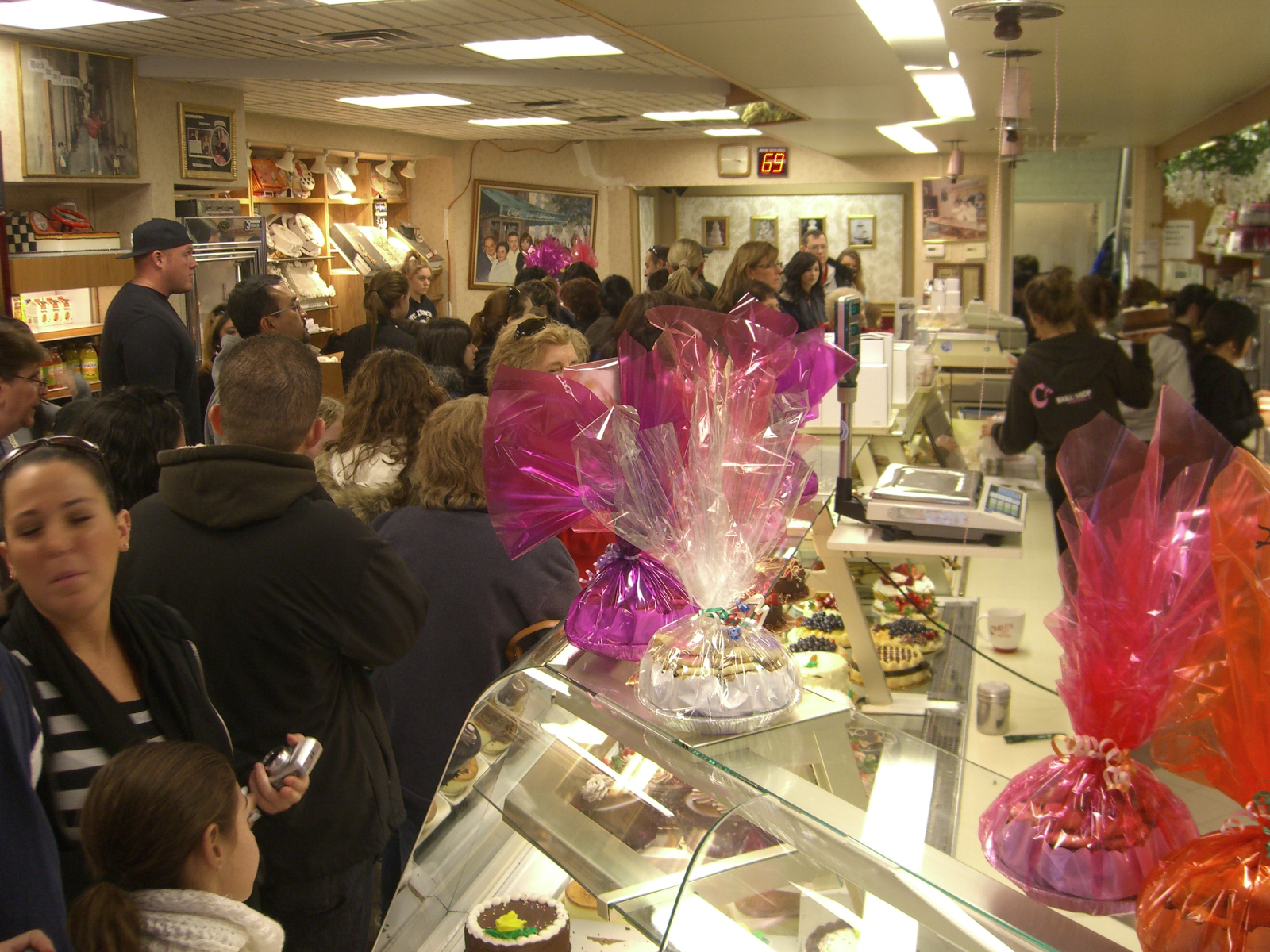
O interior da Carlo's Bake Shop em um feriado movimentado

A popularidade do programa resultou no aumento dos negócios para a Carlo's Bake Shop e no aumento do turismo na área de Hoboken. Devido à popularidade da série, a Carlo's Bake Shop se tornou uma atração turística, com filas para entrar na padaria, muitas vezes estendendo-se pelo quarteirão e virando a esquina. Em 2010, Hoboken renomeou a esquina da Washington Street com a Newark Street para "Carlo's Bakery Way" em homenagem ao centenário da padaria.
A primeira temporada teve uma média de 2,3 milhões de espectadores, enquanto a segunda temporada teve uma média de 1,8 milhão de espectadores. Em 2016, um estudo do The New York Times sobre os cinquenta programas de televisão com mais curtidas no Facebook descobriu que o "público de Cake Boss geralmente não é urbano; na verdade, um ponto quente é Appalachia".

## Publicações e produções
A 2 de Novembro de 2010 é publicado o livro da estrela da série, Buddy Valastro, Cake Boss: Stories and Recipes from Mia Famiglia  baseado no reality show. Publicado pela Free Press em celebração ao 100º aniversário da Carlo's Bake Shop, o livro descreve a história e histórias da família Valastro e da confeitaria, assim como as receitas dos bolos.
O sucesso de Cake Boss deu origem a uma nova produção, uma série de competição apresentada por Buddy Valastro, Next Great Baker. Dez pessoas competem pelo prémio final: ~35,000 euros ($50,000), um carro e aprendizagem na confeitaria. A primeira temporada do programa foi exibida no canal TLC de 6 de Dezembro de 2010 a 24 de Janeiro do ano seguinte.
Outra produção foi a estreia de Kitchen Boss a 25 de Janeiro de 2011. A série é dirigida por Buddy onde apresenta receitas culinárias da sua família, assim como por convidados especiais e elementos da família.

## Controvérsias
A Julho de 2010, a Masters Software situada em Cedar Park, Texas obteve uma ordem preliminar, proibindo o canal TLC de denominar a série "Cake Boss".  A empresa, desde 2006, tem utilizado o domínio do nome cakeboss.com e após 2007 vendeu o programa da gestão da padaria denominado CakeBoss. A acção judicial afirmava que a Discovery Communications infringiu em relação à sua marca, causando confusão entre vendedores e compradores. A injunção permitiu à TLC manter o nome do programa como "Cake Boss" até ao final da terceira temporada, assim como, a venda de merchandising préexistente da marca, exceptuando DVDs da série.